# Чипсет
Чипсет (енгл. Chipset) се односи на групу интегрисаних кола која раде заједно. Обично се налазе у једном чипу. У рачунарству чипсет се односи на специјални чип који се налази на матичној плочи рачунара или на картици. Када говоримо о личним рачунарима (PC-ијевима) термин чипсет се најчешће односи на северни и јужни мост на матичној плочи.